# 149 (szám)
A 149 (száznegyvenkilenc) a 148 és 150 között található természetes szám.
A 149 prímszám, a prímszámok listájában a 35. helyen szerepel. A 151 is prím, ezért a 149 Chen-prím, együtt ikerprímpárt alkotnak.
Jó prím. Pillai-prím.
A 149 erős prím olyan értelemben, hogy nagyobb a két szomszédos prím számtani közepénél.
A 149 tribonacci-szám.
Az Eisenstein-egészek körében a 149 Eisenstein-prím. Mírp.
Szigorúan nem palindrom szám.